# CRY
CRY es una agrupación de darkgaze fundada en 1987 en Ambato, Ecuador.

## Inicios
La banda empieza como el proyecto de un grupo de amigos, encabezados por Amable Mejía y Franco Lima, compañeros del colegio Bolívar de Ambato, capital de la provincia de Tungurahua y provenientes de las bandas Alan Freed y Q.E.P.D., inspirados por la corriente y sonidos de la escena de metal extremo europea, especialmente a partir de 1989, cuando Mejía viaja al Reino Unido.

## Trayectoria
Tras la vuelta de Amable Mejía al país, CRY edita en 1991 su primera producción, Psicofonía, considerada uno de los primeros registros de death metal en Ecuador, con temas como "Ouija", "Sádico" y "Morgue", con reseñas positivas en distintos zines underground europeos. Tras el éxito de este demo tape, la banda regresa en 1993 a estudio para grabar Aracnofilia, que incluye la versión original del tema "Cerdos", que sería reeditada e incluida dos décadas después en la compilación Antología del Rock Ecuatoriano Vol. 1, del Ministerio de Cultura y Patrimonio del Ecuador.
El 23 de marzo de 1996, CRY, Demolición, Incarnatus, Sacrificio Punk y otros músicos y seguidores de distintas bandas de la escena subterránea ecuatoriana, serían titular de prensa ante la represión policial y militar de la que fueron objeto en el coliseo San Cayetano de Ambato, donde se preparaba un show que sería protagonizado por la banda mexicana Cenotaph. En 1997 el tema "Sádico" es incluido en el casete recopilatorio independiente Historia del Rock Ecuatoriano No. 1, junto a otros grupos nacionales de los años 80 como Mozzarella, Abraxas, Kraken, Tarkus, Blaze, Postmortem, Animal Rock Ecologista, Demolición y Narcosis.
En 1998, la agrupación lanza su tercera producción, Parainfernalia, con un sonido más experimental y cercano a una onda dark metal, con temas como "Sectas", "Papanicolau", "Heces", "Panóptico" y "Tarántula". Las canciones serían difundidas en diferentes espacios radiales de Ambato, Guayaquil, Quito y Cuenca, además de una nueva serie de conciertos. Debido a la buena acogida de este trabajo, la banda es incluida en el disco compilatorio del recordado programa La Zona del Metal, Vol. 1, de la desaparecida radio La Luna de Quito.
En 2001, y tras una corta pausa de los escenarios, CRY regresa a la ciudad de Quito en el festival denominado Necroncierto, donde la banda presenta una serie de temas inéditos que serían parte de una cuarta producción discográfica que se denominaría Jesus Cry, pero que años más tarde formarían parte del nuevo proyecto de Amable Mejía, la banda Lamento, misma que tomaría parte en el cartel del fatídico festival gótico Ultratumba en la discoteca Factory, el 19 de abril de 2008, cuyo incendio provocó la muerte de 19 personas.
En 2004, CRY participa en el compilado local Historia del Rock Ambateño 1988-2003, junto a las agrupaciones KDNA Perpetua, Crossfire, Distorsión Social, Circuito y Mamut.
El 10 de agosto de 2012, la banda ambateña debuta en el Quito Fest, compartiendo escenario con las emblemáticas bandas nacionales Mortal Decisión, Black Sun, Muscaria y los franceses The Walking Dead Orchestra. El 14 de febrero de 2015 debutan en el festival ambateño FFF.
En 2016, CRY reedita su primera producción Psicofonía, esta vez en formato CD, y en 2017 publica su cuarta producción, Panteonmurgo. En 2023 la banda editó su última producción, Spyritacorpus.

## Alineación
- Amable Mejía (voz)
- Manolo Rosero (guitarra)
- Oswaldo Godoy (guitarra)
- Andrés Albán (bajo)
- Paúl Villalba (batería)
- Pablo Morales (teclados)

Músicos de apoyo:
- Karina Morales (voces femeninas)
- Freddy Córdoba (teclados)
- Isabel Villena (violín)

## Discografía
- Psicofonía (1991)
- Aracnofilia (1993)
- Parainfernalia (1998)
- Panteonmurgo (2017)
- Spyritacorpus (2023)